# سنغلي شور
سنغلي شور (بالفارسية: سنگلی شور) هي مستوطنة تقع في خراسان شمالي في إيران. يقدر عدد سكانها بـ 225 نسمة بحسب إحصاء 2016.